# بیداری در وگاس
«بیداری در وگاس» تک‌آهنگی از کیتی پری است که در ۷ آوریل ۲۰۰۹ منتشر شد. این تک‌آهنگ در آلبوم یکی از پسرها (آلبوم) قرار داشت.
این تک‌آهنگ در چارت‌های ، در رتبه اول و در چارت‌های ، ایرلند، نیوزلند، جزو ده ترانه اول قرار گرفت.